# Denkalya méridional
Le Denkalya méridional est un district de la région du Debub-Keih-Bahri à l'extrême sud de l'Érythrée. Les principales villes de ce district sont Assab (la capitale), Beylul, Debaysima et Rahayta. Une partie du désert Danakil s'étend sur le district.